# Llista de topònims de Sant Julià de Vilatorta
Llista de topònims (noms propis de lloc) del municipi de Sant Julià de Vilatorta, a Osona
Informació actualitzada per un bot. Els canvis manuals es perdran quan s'actualitzi!

## cabana
| imatge | Nom               | Ubicat a                | instància de | Detalls                     | coordenades                                                         | Protecció                                  | Commons (més fotos) | Dades a WD                    |
| ------ | ----------------- | ----------------------- | ------------ | --------------------------- | ------------------------------------------------------------------- | ------------------------------------------ | ------------------- | ----------------------------- |
|        | cabana del Masquí | Sant Julià de Vilatorta | cabana       | Estil: arquitectura popular | 41° 54′ 12″ N, 2° 19′ 11″ E / 41.90326°N,2.319622°E                 | bé integrant del patrimoni cultural català |                     | Modifica les dades a Wikidata |
|        | cobert d'en Cases | Sant Julià de Vilatorta | cabana       |                             | 41° 55′ 41″ N, 2° 19′ 57″ E / 41.9280845511336°N,2.33250119371158°E |                                            |                     | Modifica les dades a Wikidata |

## casa
| imatge | Nom                    | Ubicat a                | instància de | Detalls                                  | coordenades                                                                                    | Protecció                                  | Commons (més fotos)                     | Dades a WD                    |
| ------ | ---------------------- | ----------------------- | ------------ | ---------------------------------------- | ---------------------------------------------------------------------------------------------- | ------------------------------------------ | --------------------------------------- | ----------------------------- |
|        | Ca l'Anglada           | Sant Julià de Vilatorta | casa         | Estil: historicisme arquitectònic        | 41° 55′ 18″ N, 2° 19′ 30″ E / 41.921796°N,2.325077°E                                           | bé integrant del patrimoni cultural català | Ca l'Anglada                            | Modifica les dades a Wikidata |
|        | Ca la Manyana          | Sant Julià de Vilatorta | casa         | Estil: noucentisme                       | 41° 55′ 19″ N, 2° 19′ 25″ E / 41.922062°N,2.323549°E                                           | bé integrant del patrimoni cultural català | Ca la Manyana (Sant Julià de Vilatorta) | Modifica les dades a Wikidata |
|        | Can Madiroles          | Sant Julià de Vilatorta | casa         | Estil: modernisme català 19th century    | 41° 55′ 27″ N, 2° 19′ 21″ E / 41.924183°N,2.322378°E ca:Avinguda de Montserrat 589 msnm        |                                            | Can Madiroles                           | Modifica les dades a Wikidata |
|        | Can Marçal             | Sant Julià de Vilatorta | casa         | Estil: arquitectura popular 19th century | 41° 55′ 19″ N, 2° 19′ 30″ E / 41.921913°N,2.325005°E ca:Plaça Major, 8                         | bé integrant del patrimoni cultural català | Can Marçal                              | Modifica les dades a Wikidata |
|        | Can Miamo              | Sant Julià de Vilatorta | casa         | Estil: gòtic flamíger                    | 41° 55′ 19″ N, 2° 19′ 30″ E / 41.922°N,2.325015°E ca:Carrer del Campanar, 1                    | bé integrant del patrimoni cultural català |                                         | Modifica les dades a Wikidata |
|        | Can Pallàs             | Sant Julià de Vilatorta | casa         | Estil: noucentisme 1902                  | 41° 55′ 20″ N, 2° 19′ 25″ E / 41.92223°N,2.32349°E ca:C. Verge de Montserrat, 36 591 msnm      | bé cultural d'interès local                | Can Pallàs (Sant Julià de Vilatorta)    | Modifica les dades a Wikidata |
|        | Can Planas             | Sant Julià de Vilatorta | casa         |                                          | 41° 55′ 34″ N, 2° 18′ 59″ E / 41.926081°N,2.316317°E                                           | bé cultural d'interès local                | Can Planas (Sant Julià de Vilatorta)    | Modifica les dades a Wikidata |
|        | Can Sunyer             | Sant Julià de Vilatorta | casa         | Estil: arquitectura popular              | 41° 55′ 23″ N, 2° 19′ 29″ E / 41.923161°N,2.324639°E                                           | bé integrant del patrimoni cultural català |                                         | Modifica les dades a Wikidata |
|        | Porteria de Can Torras | Sant Julià de Vilatorta | casa         |                                          | 41° 55′ 37″ N, 2° 18′ 52″ E / 41.926989°N,2.314552°E                                           | bé cultural d'interès local                |                                         | Modifica les dades a Wikidata |
|        | casal Núria            | Sant Julià de Vilatorta | casa         | Estil: noucentisme 1929                  | 41° 55′ 25″ N, 2° 19′ 25″ E / 41.923588°N,2.323493°E ca:Avda. de Nostra Sra. De Montserrat, 27 | bé cultural d'interès local                | Casal Núria (Sant Julià de Vilatorta)   | Modifica les dades a Wikidata |

## castell
| imatge | Nom                     | Ubicat a                | instància de | Detalls                                                | coordenades                                                   | Protecció                                            | Commons (més fotos)                               | Dades a WD                    |
| ------ | ----------------------- | ----------------------- | ------------ | ------------------------------------------------------ | ------------------------------------------------------------- | ---------------------------------------------------- | ------------------------------------------------- | ----------------------------- |
|        | Casal de Bellpuig       | Sant Julià de Vilatorta | castell      |                                                        | 41° 55′ 14″ N, 2° 19′ 19″ E / 41.920446°N,2.321924°E 625 msnm | bé d'interès cultural bé cultural d'interès nacional | Casal de Bellpuig (Sant Julià de Vilatorta)       | Modifica les dades a Wikidata |
|        | Castell de Sant Llorenç | Sant Julià de Vilatorta | castell      | Estil: arquitectura popular historicisme arquitectònic | 41° 55′ 25″ N, 2° 21′ 32″ E / 41.923558°N,2.358799°E          | bé d'interès cultural bé cultural d'interès nacional | Castell de Sant Llorenç (Sant Julià de Vilatorta) | Modifica les dades a Wikidata |

## cova
| imatge | Nom                 | Ubicat a                | instància de | Detalls | coordenades                                                         | Protecció                                  | Commons (més fotos) | Dades a WD                    |
| ------ | ------------------- | ----------------------- | ------------ | ------- | ------------------------------------------------------------------- | ------------------------------------------ | ------------------- | ----------------------------- |
|        | cova de Sant Miquel | Sant Julià de Vilatorta | cova         |         | 41° 53′ 55″ N, 2° 19′ 12″ E / 41.8986407627931°N,2.32008933828739°E |                                            |                     | Modifica les dades a Wikidata |
|        | cova del Gegant     | Sant Julià de Vilatorta | cova         |         | 41° 53′ 54″ N, 2° 19′ 18″ E / 41.8984617552088°N,2.32180311606652°E | bé integrant del patrimoni cultural català |                     | Modifica les dades a Wikidata |

## edifici
| imatge | Nom                          | Ubicat a                | instància de | Detalls                                                  | coordenades                                                         | Protecció                                  | Commons (més fotos)                          | Dades a WD                    |
| ------ | ---------------------------- | ----------------------- | ------------ | -------------------------------------------------------- | ------------------------------------------------------------------- | ------------------------------------------ | -------------------------------------------- | ----------------------------- |
|        | Col·legi del Roser           | Sant Julià de Vilatorta | edifici      | Arquitecte: Manuel Vega i March Estil: modernisme català | 41° 55′ 44″ N, 2° 19′ 10″ E / 41.92885°N,2.31935°E                  | bé integrant del patrimoni cultural català | Col·legi del Roser (Sant Julià de Vilatorta) | Modifica les dades a Wikidata |
|        | Hostatgeria de Puig-l'agulla | Sant Julià de Vilatorta | edifici      | Estil: arquitectura popular 1700s                        | 41° 53′ 07″ N, 2° 19′ 37″ E / 41.88527°N,2.32693°E ca:Puig-l'agulla | bé integrant del patrimoni cultural català | Hospederia de Puiglagulla                    | Modifica les dades a Wikidata |
|        | Saló Catalunya               | Sant Julià de Vilatorta | edifici      | Estil: arquitectura eclèctica                            | 41° 55′ 22″ N, 2° 19′ 31″ E / 41.922784°N,2.325177°E                | bé integrant del patrimoni cultural català | Saló Catalunya                               | Modifica les dades a Wikidata |

## entitat singular de població
| imatge | Nom                     | Ubicat a                | instància de                                                                   | Detalls  | coordenades                                                                               | Protecció | Commons (més fotos) | Dades a WD                    |
| ------ | ----------------------- | ----------------------- | ------------------------------------------------------------------------------ | -------- | ----------------------------------------------------------------------------------------- | --------- | ------------------- | ----------------------------- |
|        | Sant Julià de Vilatorta | Sant Julià de Vilatorta | entitat singular de població capital municipal ens local històric de Catalunya | 3162 hab | 41° 55′ 21″ N, 2° 19′ 29″ E / 41.92240618°N,2.32482499°E ca:Plaça de l'Església. 595 msnm |           |                     | Modifica les dades a Wikidata |
|        | Vilalleons              | Sant Julià de Vilatorta | entitat singular de població ens local històric de Catalunya                   | 138 hab  | 41° 53′ 30″ N, 2° 19′ 06″ E / 41.89152778°N,2.31831944°E 637 msnm                         |           | Vilalleons          | Modifica les dades a Wikidata |

## església
| imatge | Nom                                      | Ubicat a                | instància de | Detalls                                 | coordenades                                                                              | Protecció                                  | Commons (més fotos)                             | Dades a WD                    |
| ------ | ---------------------------------------- | ----------------------- | ------------ | --------------------------------------- | ---------------------------------------------------------------------------------------- | ------------------------------------------ | ----------------------------------------------- | ----------------------------- |
|        | Puig-l'agulla de Sant Julià de Vilatorta | Sant Julià de Vilatorta | església     | Estil: arquitectura barroca             | 41° 53′ 06″ N, 2° 19′ 37″ E / 41.885059°N,2.326897°E                                     | bé integrant del patrimoni cultural català | Ermita de Puiglagulla (Sant Julià de Vilatorta) | Modifica les dades a Wikidata |
|        | Sant Ponç de Sant Julià de Vilatorta     | Sant Julià de Vilatorta | església     | Estil: arquitectura popular             | 41° 55′ 21″ N, 2° 20′ 13″ E / 41.922622°N,2.336905°E                                     | bé integrant del patrimoni cultural català |                                                 | Modifica les dades a Wikidata |
|        | Sant Roc de Sant Julià de Vilatorta      | Sant Julià de Vilatorta | església     | Estil: arquitectura popular             | 41° 55′ 31″ N, 2° 19′ 36″ E / 41.925295°N,2.326771°E                                     | bé integrant del patrimoni cultural català | Sant Roc de Sant Julià de Vilatorta             | Modifica les dades a Wikidata |
|        | Santa Maria de Vilalleons                | Sant Julià de Vilatorta | església     | Estil: arquitectura romànica            | 41° 53′ 28″ N, 2° 19′ 05″ E / 41.891118°N,2.318015°E ca:Vilalleons                       | bé integrant del patrimoni cultural català | Santa Maria de Vilalleons                       | Modifica les dades a Wikidata |
|        | capella del Roser del Col·legi del Roser | Sant Julià de Vilatorta | església     | Estil: historicisme arquitectònic       | 41° 55′ 42″ N, 2° 19′ 10″ E / 41.928224°N,2.319538°E                                     | bé integrant del patrimoni cultural català | Capella del Roser del Col·legi del Roser        | Modifica les dades a Wikidata |
|        | església de Sant Julià de Vilatorta      | Sant Julià de Vilatorta | església     | Anomenat per: sant Julià d'Antinòupolis | 41° 55′ 20″ N, 2° 19′ 28″ E / 41.922222222222°N,2.3244444444444°E ca:Plaça de l'Església | bé integrant del patrimoni cultural català | Església parroquial de Sant Julià de Vilatorta  | Modifica les dades a Wikidata |

## font
| imatge | Nom             | Ubicat a                | instància de | Detalls      | coordenades | Protecció                                  | Commons (més fotos)                     | Dades a WD                    |
| ------ | --------------- | ----------------------- | ------------ | ------------ | --- | ------------------------------------------ | --------------------------------------- | ----------------------------- |
|        | font d'en Pep   | Sant Julià de Vilatorta | font         | 20th century | 41° 55′ 27″ N, 2° 19′ 06″ E / 41.924234°N,2.318441°E ca:A la cruïlla del carrer de la font d'en Pep i del Passeig del torrent. | bé integrant del patrimoni cultural català | Font d'en Pep (Sant Julià de Vilatorta) | Modifica les dades a Wikidata |
|        | font d'en Titus | Sant Julià de Vilatorta | font         | 20th century | 41° 55′ 42″ N, 2° 18′ 52″ E / 41.928286°N,2.314514°E ca:A la cruïlla del carrer del Doctor Sanmartí amb el carrer d'Altarriba. | bé integrant del patrimoni cultural català | Font d'en Titus                         | Modifica les dades a Wikidata |

## masia
| imatge | Nom                        | Ubicat a                | instància de     | Detalls                                      | coordenades | Protecció                                            | Commons (més fotos)                   | Dades a WD                    |
| ------ | -------------------------- | ----------------------- | ---------------- | -------------------------------------------- | --- | ---------------------------------------------------- | ------------------------------------- | ----------------------------- |
|        | Albareda                   | Sant Julià de Vilatorta | masia            | Estil: arquitectura popular 17th century     | 41° 55′ 32″ N, 2° 19′ 34″ E / 41.925594°N,2.326151°E ca:Al final del c. Sant Roc 597 msnm                         | bé integrant del patrimoni cultural català           | Albereda (Sant Julià de Vilatorta)    | Modifica les dades a Wikidata |
|        | Bellpuig                   | Sant Julià de Vilatorta | masia            |                                              | 41° 55′ 12″ N, 2° 19′ 12″ E / 41.9199599497876°N,2.32012837678255°E                                               |                                                      |                                       | Modifica les dades a Wikidata |
|        | Can Basses                 | Sant Julià de Vilatorta | masia            |                                              | 41° 53′ 21″ N, 2° 19′ 06″ E / 41.8890741105158°N,2.31832246775819°E                                               |                                                      |                                       | Modifica les dades a Wikidata |
|        | Can Costa                  | Sant Julià de Vilatorta | masia            | Estil: arquitectura popular                  | 41° 53′ 23″ N, 2° 19′ 32″ E / 41.889702°N,2.325617°E ca:Vilalleons 689 msnm                                       | bé integrant del patrimoni cultural català           | Can Costa (Sant Julià de Vilatorta)   | Modifica les dades a Wikidata |
|        | Can Girapells              | Sant Julià de Vilatorta | masia            |                                              | 41° 55′ 23″ N, 2° 19′ 11″ E / 41.9229743690741°N,2.31965015227983°E                                               |                                                      |                                       | Modifica les dades a Wikidata |
|        | Can Goules                 | Sant Julià de Vilatorta | masia            | Estil: arquitectura popular 19th century     | 41° 54′ 47″ N, 2° 18′ 12″ E / 41.913013°N,2.303325°E ca:Vilalleons                                                | bé integrant del patrimoni cultural català           | Can Goules (Sant Julià de Vilatorta)  | Modifica les dades a Wikidata |
|        | Can Rumia                  | Sant Julià de Vilatorta | masia            | Estil: arquitectura popular 19th century     | 41° 54′ 44″ N, 2° 18′ 00″ E / 41.912126°N,2.29994°E ca:Pla de la Sauleda                                          | bé integrant del patrimoni cultural català           | Can Rumia (Sant Julià de Vilatorta)   | Modifica les dades a Wikidata |
|        | Can Saurell                | Sant Julià de Vilatorta | masia            |                                              | 41° 53′ 22″ N, 2° 19′ 05″ E / 41.8894412894171°N,2.31796900411607°E                                               |                                                      |                                       | Modifica les dades a Wikidata |
|        | Can Torras                 | Sant Julià de Vilatorta | masia            |                                              | 41° 55′ 36″ N, 2° 18′ 54″ E / 41.926731°N,2.314959°E 568 msnm                                                     | bé cultural d'interès local                          | Can Torras (Sant Julià de Vilatorta)  | Modifica les dades a Wikidata |
|        | Casa de la Vall            | Sant Julià de Vilatorta | masia            | Estil: arquitectura popular                  | 41° 53′ 52″ N, 2° 19′ 28″ E / 41.897891°N,2.324583°E                                                              | bé integrant del patrimoni cultural català           |                                       | Modifica les dades a Wikidata |
|        | Casanova de Collsespoies   | Sant Julià de Vilatorta | masia            | Estil: arquitectura popular                  | 41° 55′ 52″ N, 2° 18′ 58″ E / 41.931073°N,2.315977°E                                                              | bé integrant del patrimoni cultural català           |                                       | Modifica les dades a Wikidata |
|        | Mas Cànoves                | Sant Julià de Vilatorta | masia            | Estil: arquitectura neoclàssica 17th century | 41° 54′ 45″ N, 2° 19′ 43″ E / 41.912428°N,2.328747°E ca:Ctra. BV-5201, km 3 624 msnm                              | bé integrant del patrimoni cultural català           | Cànoves (Sant Julià de Vilatorta)     | Modifica les dades a Wikidata |
|        | Mas Joan                   | Sant Julià de Vilatorta | masia            | Estil: arquitectura popular 18th century     | 41° 54′ 08″ N, 2° 18′ 53″ E / 41.902182°N,2.314784°E ca:Ctra. Vilalleons, km 2,5 618 msnm                         | bé integrant del patrimoni cultural català           | Mas Joan (Sant Julià de Vilatorta)    | Modifica les dades a Wikidata |
|        | Puigsec                    | Sant Julià de Vilatorta | masia            | Estil: arquitectura eclèctica 18th century   | 41° 55′ 20″ N, 2° 20′ 14″ E / 41.922312°N,2.337097°E ca:A 2 km de la població direcció llevant 665 msnm           | bé integrant del patrimoni cultural català           | Puigsec (Sant Julià de Vilatorta)     | Modifica les dades a Wikidata |
|        | Roca Farigola              | Sant Julià de Vilatorta | masia            | Estil: arquitectura popular                  | 41° 53′ 30″ N, 2° 18′ 26″ E / 41.891797°N,2.307225°E                                                              | bé integrant del patrimoni cultural català           |                                       | Modifica les dades a Wikidata |
|        | Torre Martí                | Sant Julià de Vilatorta | masia            |                                              | 41° 55′ 45″ N, 2° 19′ 18″ E / 41.9290567155782°N,2.32164799809404°E                                               |                                                      |                                       | Modifica les dades a Wikidata |
|        | caseta del Gili            | Sant Julià de Vilatorta | masia            | Estil: arquitectura popular 17th century     | 41° 53′ 54″ N, 2° 18′ 23″ E / 41.898227°N,2.306361°E ca:Vilalleons 599 msnm                                       | bé integrant del patrimoni cultural català           | Caseta del Gili                       | Modifica les dades a Wikidata |
|        | el Boixó                   | Sant Julià de Vilatorta | masia            | Estil: arquitectura popular                  | 41° 55′ 19″ N, 2° 19′ 40″ E / 41.921994°N,2.327723°E ca:Carrer de la Mercè, 40.                                   | bé integrant del patrimoni cultural català           |                                       | Modifica les dades a Wikidata |
|        | el Bosc del Quer           | Sant Julià de Vilatorta | masia            |                                              | 41° 54′ 19″ N, 2° 19′ 14″ E / 41.905327277822°N,2.32068152008014°E                                                |                                                      |                                       | Modifica les dades a Wikidata |
|        | el Bruguer                 | Vilalleons              | masia            | Estil: arquitectura popular                  | 41° 54′ 03″ N, 2° 18′ 53″ E / 41.900783°N,2.314682°E ca:Bosc del Bruguer 613 msnm                                 | bé integrant del patrimoni cultural català           | El Bruguer (Sant Julià de Vilatorta)  | Modifica les dades a Wikidata |
|        | el Casal                   | Sant Julià de Vilatorta | masia            | Estil: arquitectura popular 1743             | 41° 54′ 34″ N, 2° 19′ 04″ E / 41.909416°N,2.317824°E                                                              | bé integrant del patrimoni cultural català           |                                       | Modifica les dades a Wikidata |
|        | el Gili                    | Sant Julià de Vilatorta | masia            | Estil: arquitectura popular                  | 41° 53′ 52″ N, 2° 19′ 10″ E / 41.897823°N,2.319394°E                                                              | bé integrant del patrimoni cultural català           |                                       | Modifica les dades a Wikidata |
|        | el Llopart                 | Sant Julià de Vilatorta | masia            | Estil: arquitectura popular 17th century     | 41° 54′ 21″ N, 2° 18′ 27″ E / 41.905849°N,2.307532°E ca:Ctra. Sant Julià - Vilalleons 590 msnm                    | bé integrant del patrimoni cultural català           | El Llopart                            | Modifica les dades a Wikidata |
|        | el Masquí                  | Sant Julià de Vilatorta | masia            | Estil: arquitectura popular                  | 41° 54′ 13″ N, 2° 19′ 10″ E / 41.903639°N,2.319371°E                                                              | bé integrant del patrimoni cultural català           |                                       | Modifica les dades a Wikidata |
|        | el Pedrús                  | Sant Julià de Vilatorta | masia            | Estil: arquitectura popular 1701             | 41° 54′ 16″ N, 2° 18′ 55″ E / 41.904424°N,2.315411°E ca:Pla de la Mata                                            | bé integrant del patrimoni cultural català           |                                       | Modifica les dades a Wikidata |
|        | el Perer                   | Sant Julià de Vilatorta | masia            | Estil: arquitectura popular 18th century     | 41° 55′ 12″ N, 2° 19′ 35″ E / 41.919994444444°N,2.3264333333333°E ca:Sant Julià de Vilatorta 604 msnm             | bé integrant del patrimoni cultural català           | El Perer (Sant Julià de Vilatorta)    | Modifica les dades a Wikidata |
|        | el Pi                      | Sant Julià de Vilatorta | masia            | Estil: arquitectura popular 18th century     | 41° 55′ 21″ N, 2° 19′ 46″ E / 41.92247°N,2.329428°E ca:Sant Julià de Vilatorta                                    | bé integrant del patrimoni cultural català           |                                       | Modifica les dades a Wikidata |
|        | el Puig                    | Sant Julià de Vilatorta | masia            | Estil: arquitectura popular 17th century     | 41° 55′ 14″ N, 2° 19′ 12″ E / 41.920541°N,2.319934°E ca:Carretera de Vilalleons 604 msnm                          | bé integrant del patrimoni cultural català           | El Puig (Sant Julià de Vilatorta)     | Modifica les dades a Wikidata |
|        | el Pujol                   | Sant Julià de Vilatorta | masia            | Estil: arquitectura popular                  | 41° 53′ 30″ N, 2° 18′ 53″ E / 41.89173°N,2.314854°E ca:Vilalleons                                                 | bé integrant del patrimoni cultural català           |                                       | Modifica les dades a Wikidata |
|        | el Solà                    | Sant Julià de Vilatorta | masia            | 17th century                                 | 41° 55′ 26″ N, 2° 19′ 14″ E / 41.9237899929995°N,2.32049776508351°E ca:Avinguda Nostra Senyora de Montserrat, 40. |                                                      | El Solà (Sant Julià de Vilatorta)     | Modifica les dades a Wikidata |
|        | l'Albó                     | Sant Julià de Vilatorta | masia            |                                              | 41° 54′ 53″ N, 2° 19′ 02″ E / 41.9146730280669°N,2.31709750543222°E                                               |                                                      |                                       | Modifica les dades a Wikidata |
|        | la Boixeda                 | Sant Julià de Vilatorta | masia            | Estil: arquitectura popular                  | 41° 53′ 44″ N, 2° 18′ 56″ E / 41.895514°N,2.315519°E ca:Vilalleons                                                | bé integrant del patrimoni cultural català           |                                       | Modifica les dades a Wikidata |
|        | la Boscana                 | Sant Julià de Vilatorta | masia            |                                              | 41° 54′ 56″ N, 2° 18′ 58″ E / 41.9155409562957°N,2.31613561556014°E                                               |                                                      |                                       | Modifica les dades a Wikidata |
|        | la Carena                  | Sant Julià de Vilatorta | masia            |                                              | 41° 54′ 56″ N, 2° 19′ 11″ E / 41.915615765978°N,2.31963184358337°E                                                |                                                      |                                       | Modifica les dades a Wikidata |
|        | la Carrera                 | Sant Julià de Vilatorta | masia            | Estil: arquitectura popular                  | 41° 54′ 44″ N, 2° 18′ 53″ E / 41.912183333333°N,2.3147472222222°E ca:Pla de la Sauleda 590 msnm                   | bé integrant del patrimoni cultural català           | La Carrera (Sant Julià de Vilatorta)  | Modifica les dades a Wikidata |
|        | la Casa Nova de la Carrera | Sant Julià de Vilatorta | masia            |                                              | 41° 54′ 51″ N, 2° 18′ 48″ E / 41.914101144978°N,2.31332931428627°E                                                |                                                      |                                       | Modifica les dades a Wikidata |
|        | la Casadevall              | Sant Julià de Vilatorta | masia            | Estil: arquitectura popular                  | 41° 53′ 38″ N, 2° 18′ 59″ E / 41.893991°N,2.316517°E                                                              | bé integrant del patrimoni cultural català           |                                       | Modifica les dades a Wikidata |
|        | la Coma                    | Sant Julià de Vilatorta | masia            | Estil: arquitectura popular 18th century     | 41° 55′ 03″ N, 2° 19′ 16″ E / 41.917391°N,2.321052°E ca:Ctra. Vilalleons 615 msnm                                 | bé integrant del patrimoni cultural català           | La Coma (Sant Julià de Vilatorta)     | Modifica les dades a Wikidata |
|        | la Mata                    | Sant Julià de Vilatorta | masia            | Estil: arquitectura eclèctica 1941           | 41° 54′ 36″ N, 2° 18′ 28″ E / 41.909872222222°N,2.3077027777778°E ca:Pla de la Mata 584 msnm                      | bé integrant del patrimoni cultural català           | La Mata (Sant Julià de Vilatorta)     | Modifica les dades a Wikidata |
|        | la Quintana                | Sant Julià de Vilatorta | masia            | Estil: arquitectura popular                  | 41° 55′ 17″ N, 2° 19′ 01″ E / 41.921446°N,2.316825°E ca:Carretera de Vilalleons 585 msnm                          | bé integrant del patrimoni cultural català           | La Quintana (Sant Julià de Vilatorta) | Modifica les dades a Wikidata |
|        | la Riera                   | Sant Julià de Vilatorta | masia            | Estil: arquitectura popular 16th century     | 41° 54′ 29″ N, 2° 19′ 17″ E / 41.908179°N,2.321343°E ca:Al sud del nucli de Sant Julià 651 msnm                   | bé integrant del patrimoni cultural català           | La Riera (Sant Julià de Vilatorta)    | Modifica les dades a Wikidata |
|        | la Riereta                 | Sant Julià de Vilatorta | masia            | Estil: arquitectura popular 18th century     | 41° 54′ 33″ N, 2° 18′ 49″ E / 41.90911°N,2.313562°E ca:Pla de la Mata 491 msnm                                    | bé integrant del patrimoni cultural català           | La Riereta (Sant Julià de Vilatorta)  | Modifica les dades a Wikidata |
|        | la Sala de Vilalleons      | Sant Julià de Vilatorta | masia casa forta | 13rd century                                 | 41° 53′ 26″ N, 2° 19′ 23″ E / 41.890437°N,2.323184°E                                                              | bé d'interès cultural bé cultural d'interès nacional | La Sala de Vilalleons                 | Modifica les dades a Wikidata |
|        | la Serra                   | Sant Julià de Vilatorta | masia            |                                              | 41° 55′ 08″ N, 2° 19′ 13″ E / 41.918853548527°N,2.32036924815933°E                                                |                                                      |                                       | Modifica les dades a Wikidata |

## muntanya
| imatge | Nom                 | Ubicat a                                        | instància de | Detalls | coordenades                                                                | Protecció | Commons (més fotos) | Dades a WD                    |
| ------ | ------------------- | ----------------------------------------------- | ------------ | ------- | -------------------------------------------------------------------------- | --------- | ------------------- | ----------------------------- |
|        | Puig Moltó          | Sant Julià de Vilatorta Sant Sadurní d'Osormort | muntanya     |         | 41° 53′ 57″ N, 2° 20′ 19″ E / 41.8993°N,2.33849°E ca:Romegats 803.4 msnm   |           |                     | Modifica les dades a Wikidata |
|        | Puig-l'agulla       | Sant Julià de Vilatorta                         | muntanya     |         | 41° 52′ 59″ N, 2° 19′ 41″ E / 41.883055555556°N,2.3280555555556°E 810 msnm |           |                     | Modifica les dades a Wikidata |
|        | Puig-oriol          | Sant Julià de Vilatorta                         | muntanya     |         | 41° 54′ 58″ N, 2° 19′ 48″ E / 41.915992°N,2.33°E 669 msnm                  |           |                     | Modifica les dades a Wikidata |
|        | Serrat de Sant Ponç | Sant Julià de Vilatorta                         | muntanya     |         | 41° 55′ 34″ N, 2° 20′ 05″ E / 41.92605556°N,2.33469444°E 655.4 msnm        |           |                     | Modifica les dades a Wikidata |

## serra
| imatge | Nom           | Ubicat a                                        | instància de | Detalls | coordenades                                                         | Protecció | Commons (més fotos) | Dades a WD                    |
| ------ | ------------- | ----------------------------------------------- | ------------ | ------- | ------------------------------------------------------------------- | --------- | ------------------- | ----------------------------- |
|        | serrat Rodó   | Sant Julià de Vilatorta Sant Sadurní d'Osormort | serra        |         | 41° 54′ 19″ N, 2° 20′ 26″ E / 41.90514722°N,2.34065°E 813.8 msnm    |           |                     | Modifica les dades a Wikidata |
|        | serrat del Pi | Folgueroles Sant Julià de Vilatorta             | serra        |         | 41° 55′ 37″ N, 2° 20′ 51″ E / 41.92685556°N,2.34742778°E 786.4 msnm |           |                     | Modifica les dades a Wikidata |

## túnel
| imatge | Nom                    | Ubicat a                | instància de | Detalls | coordenades                                                         | Protecció | Commons (més fotos) | Dades a WD                    |
| ------ | ---------------------- | ----------------------- | ------------ | ------- | ------------------------------------------------------------------- | --------- | ------------------- | ----------------------------- |
|        | Túnel de Sant Julià I  | Sant Julià de Vilatorta | túnel        |         | 41° 54′ 33″ N, 2° 18′ 58″ E / 41.9091904625329°N,2.31601048114001°E |           |                     | Modifica les dades a Wikidata |
|        | Túnel de Sant Julià II | Sant Julià de Vilatorta | túnel        |         | 41° 54′ 25″ N, 2° 19′ 20″ E / 41.9069658754658°N,2.32209894174493°E |           |                     | Modifica les dades a Wikidata |

## Misc
| imatge | Nom                                          | Ubicat a                | instància de                     | Detalls                                  | coordenades                                                                                         | Protecció                                  | Commons (més fotos)                               | Dades a WD                    |
| ------ | -------------------------------------------- | ----------------------- | -------------------------------- | ---------------------------------------- | --------------------------------------------------------------------------------------------------- | ------------------------------------------ | ------------------------------------------------- | ----------------------------- |
|        | Creu de la Santa Missió                      | Sant Julià de Vilatorta | creu de la Santa Missió monument | Estil: arquitectura popular              | 41° 53′ 28″ N, 2° 19′ 04″ E / 41.891159°N,2.3178°E 632 msnm                                         | bé integrant del patrimoni cultural català | Creu de la Santa Missió (Sant Julià de Vilatorta) | Modifica les dades a Wikidata |
|        | Polígon industrial de la Quintana            | Sant Julià de Vilatorta | polígon industrial               |                                          | 41° 55′ 10″ N, 2° 18′ 50″ E / 41.9195539738008°N,2.31395824576667°E                                 |                                            |                                                   | Modifica les dades a Wikidata |
|        | Rectoria de Santa Maria de Vilalleons        | Sant Julià de Vilatorta | rectoria                         | Estil: arquitectura popular 18th century | 41° 53′ 29″ N, 2° 19′ 05″ E / 41.89127777777778°N,2.3180555555555555°E ca:Santa Maria de Vilalleons | bé integrant del patrimoni cultural català | Rectoria de Santa Maria de Vilalleons             | Modifica les dades a Wikidata |
|        | Torre de telegrafia de Montagut              | Sant Julià de Vilatorta | torre de telegrafia òptica       |                                          | 41° 52′ 59″ N, 2° 19′ 41″ E / 41.882994°N,2.327976°E                                                | bé integrant del patrimoni cultural català |                                                   | Modifica les dades a Wikidata |
|        | Viaducte de la Font de la Riera              | Sant Julià de Vilatorta | pont                             | Hi passa: Eix Transversal                | 41° 54′ 24″ N, 2° 19′ 26″ E / 41.9066155802123°N,2.32379063045841°E                                 |                                            |                                                   | Modifica les dades a Wikidata |
|        | casa consistorial de Sant Julià de Vilatorta | Sant Julià de Vilatorta | casa consistorial                |                                          | 41° 55′ 21″ N, 2° 19′ 32″ E / 41.9225693°N,2.3254908°E                                              |                                            |                                                   | Modifica les dades a Wikidata |
|        | cementiri de Vilalleons                      | Sant Julià de Vilatorta | cementiri                        | Estil: arquitectura popular 20th century | 41° 53′ 37″ N, 2° 19′ 08″ E / 41.893559°N,2.3188°E ca:Vilalleons                                    | bé integrant del patrimoni cultural català | Cementiri de Vilalleons                           | Modifica les dades a Wikidata |